# Johann I. (Blois)
Johann I. von Châtillon (französisch Jean I de Châtillon, † 28. Juni 1279 in Chambord) war Graf von Blois, Dunois und Chartres, Herr von Avesnes und Guise.

## Leben
Theobald von Blois hatte bei seinem Tod 1218 keine Kinder. Daher wurde sein Besitz zwischen den Schwestern seines Vaters aufgeteilt. Über Margarete von Blois kam die Grafschaft Nlois später zum Haus Châtillon.
Châtillon war der älteste Sohn des Hugo I. von Châtillon, Graf von Saint-Pol, und dessen zweiter Frau Maria von Avesnes, Gräfin von Blois, Tochter der Margarete von Blois. Er hatte zwei Brüder, Guido von Châtillon, Graf von Saint-Pol († 12. März 1289) und Walter von Châtillon, Herr von Crécy, Crèvecouer, Troissy und Marigny († 1261). Châtillon wurde 1248 Graf von Blois und auch Graf von Chartres und von Dunois und über die Mutter Herr von Conde, Avesnes und Guise. Er war ein Unterstützer der französischen Krone.
Beim Tod seiner Mutter 1241 erbte er deren Grafschaften Blois und Dunois. Durch den Tod des Vaters ging dessen Grafschaft Saint-Pol an Châtillons Bruder Guido, die Herrschaft Châtillon an seinen Bruder Walter. Der Tod seines Großvaters Walter II. von Avesnes 1245 brachte ihm dessen Herrschaften Avesnes und Guise ein. Von seiner Großcousine mütterlicherseits, Mathilde von Amboise, erbte er nach dem Tod von deren Ehemann Johann II. von Soissons um 1270 die Grafschaft Chartes. 1271 wurde er von König Philipp dem Kühnen, zum Tutor, Verteidiger und Wächter des Königreichs und seiner Kinder ernannt, falls der Graf von Alençon sterben sollte. Zudem stiftete er 1273 den „Couvent de l’Ordre des Prêcheurs“, ein Dominikanerkonvent.
Ehe und Nachkommen

Er heiratete Alix von Bretagne (* 6. Juni 1243, † 2. August 1288), eine Tochter des Herzogs Johann I. von Dreux. Der Ehevertrag wurde am 11. Dezember 1254 geschlossen.
Das Paar hatte nur eine Tochter: Johanna (1254–1292), die den Besitz ihres Vaters erbte. Diese heiratete 1272 Peter von Frankreich, blieb aber ohne überlebende Nachkommen. Die Grafschaft Chartres trat sie 1286 gegen eine Rente von 3.000 livres und als Ausgleich für ihre Schulden an den französischen König Philipp IV. ab. Blois und Dunois gingen nach ihrem Tod an Guidos II. Sohn Hugo VI. von Châtillon.

## La Guiche
Im Jahr 1272 gründete Châtillon die Abtei für edle Frauen (Abtei La Guiche), die er auf Land errichten ließ, das er von der Abtei Saint-Martin de Tours erworben hatte. Ein Bulle von Papst Martin legte fest, dass die Gemeinschaft dem Hof von Rom unterworfen sei. Gräfin Johanna fügte in einer Charta von 1285 mehr Freiheiten hinzu und ließ den Namen der Abtei „La Guiche“ in „La Garde-Notre-Dame“ ändern. Diese Abtei wurde die Nekropole der Dynastie der Grafen von Blois aus dem Hause Châtilton.  1280 wurden dort die sterblichen Überreste Châtillons beigesetzt und kurz darauf auch die seiner Witwe Alix von Bretagne, die nach einer Pilgerreise nach Palästina starb. Die Nonnen von La Guiche ließen ihrer Wohltäterin im Chor ihrer Kirche ein prächtiges schwarzes Grab errichten. Châtillons Tochter Johanna wurde 1292 neben ihrem Vater beigesetzt. Es folgten Hugo VI. von Châtillon († 1307), Guido I. († 1342); Ludwig I. († 1346  in der Schlacht von Crécy) und weitere Angehörige dieser Familie, die dort ihre letzte Ruhestätte fanden. Im Zuge der Religionskriege wurde die Stätte entweiht und verwüstet. Es blieben nur einige Ruinen und in einer kleinen isolierten Kapelle zwei der Sarkophage.